# Paul Wood (Leichtathlet)
Paul Wood (* 29. Februar 2004) ist ein paraguayischer Leichtathlet, der sich auf den Sprint spezialisiert hat.

## Sportliche Laufbahn
Erste internationale Erfahrungen sammelte Paul Wood im Jahr 2021, als er bei den U18-Südamerikameisterschaften in Encarnación in 50,90 s den sechsten Platz im 400-Meter-Lauf belegte. Im Jahr darauf gelangte er bei den U23-Südamerikameisterschaften in Cascavel mit 1:58,78 min auf den achten Platz im 800-Meter-Lauf und belegte mit der paraguayischen 4-mal-400-Meter-Staffel in 3:17,31 min den fünften Platz. Anschließend belegte er bei den Südamerikaspielen in Asunción in 3:22,74 min den sechsten Platz mit der Männerstaffel über 4-mal 400 Meter und gelangte mit der Mixed-Staffel mit 3:36,36 min auf Rang fünf. 2023 verpasste er bei den U20-Südamerikameisterschaften in Bogotá mit 49,65 s den Finaleinzug über 400 Meter und belegte in der 4-mal-100-Meter-Staffel in 41,31 s den vierten Platz und gelangte mit der 4-mal-400-Meter-Staffel mit 3:27,91 min auf Rang sieben. Im Jahr darauf schied er bei den Ibero-Amerikanischen Meisterschaften in Cuiabá mit 49,13 s im Vorlauf über 400 Meter aus und belegte mit der Männerstaffel und mit der Mixed-Staffel über 4-mal 400 Meter in 3:17,30 min bzw. 3:34,79 min jeweils den sechsten Platz. Anschließend belegte er bei den U23-Südamerikameisterschaften in Bucaramanga in 49,36 s den achten Platz über 400 Meter. 2025 kam er bei den Südamerikameisterschaften in Mar del Plata mit 49,11 s nicht über die Vorrunde über 400 Meter hinaus und belegte mit der Männerstaffel in 3:22,82 min den siebten Platz. 
2024 wurde Wood paraguayischer Meister im 400-Meter-Lauf.

## Persönliche Bestleistungen
- 400 Meter: 48,51 s, 22. November 2024 in Asunción
- 800 Meter: 1:58,40 min, 24. Juli 2022 in Asunción